# Henschel Hs 125
Henschel Hs 125 – niemiecki jednosilnikowy samolot treningowy i myśliwski.

## Historia
Pierwszym samolotem skonstruowanym w zakładach lotniczych Henschela, założonych w marcu 1933 roku, był jednosilnikowy samolot treningowy i myśliwski Hs 121 konstrukcji zespołu pod kierunkiem inżyniera Friedricha Nicolausa. Model ten był odpowiedzią na warunki postawione konstruktorom w konkursie na stworzenie samolotu przeznaczonego do zaawansowanego treningu pilotów samolotów myśliwskich. Konkurs ogłosił wydział techniczny Luftfahrtkommissariat, kierowany przez Hermanna Göringa. Jako dodatkowy warunek zaprojektowania tego samolotu postawiono przystosowanie go do pełnienia roli prostego, lekko uzbrojonego myśliwca o niewielkim zasięgu do obrony terytorialnej kraju.
Pierwsze próby Hs 121a, które przeprowadzono w początku 1934 roku wykazały jednak wiele niedoskonałości maszyny, co zagroziło przekreśleniem projektu. W pośpiechu zespół Nicolausa przygotował zatem w bardzo szybkim czasie (późną wiosną) następcę Hs 121, któremu zostało przydzielone oznaczenie Hs 125.
Sytuacja, wymagająca szybkiego tempa prac spowodowała, iż ponad 90% części i podzespołów do nowego samolotu skopiowano z jego poprzednika. Zmieniono jednak w sposób znaczny układ aerodynamiczny maszyny. Hs 121 był zastrzałowym górnopłatem z „mewim” skrzydłem (wzorowanym na zastosowanych w samolotach myśliwskich konstrukcji inżyniera Zygmunta Puławskiego z PZL), tymczasem nowy Hs 125 miał układ zastrzałowego dolnopłata. Reszta konstrukcji, a więc kadłub, usterzenie, podwozie i zespół napędowy pozostał bez większych zmian. Nie licząc sposobu mocowania do kadłuba, skrzydła również były wzięte z modelu Hs 121. Umocnione zostały one zastrzałami przymocowanymi do podwozia samolotu oraz stalowymi cięgnami. Tak jak w Hs 121, w prototypie Hs 125 zostało przewidziane mocowanie na pojedynczy karabin maszynowy kalibru 7,9 mm MG 17, jednak te prototypy latały bez uzbrojenia.
Pierwszy z prototypów Hs 125a (oznaczany później jako Hs 125V1) był po prostu przebudowanym drugim prototypem Hs 121b. Podobnie było w przypadku Hs 125b, który powstał na bazie Hs 121c. Oznaczono go cywilną rejestracją D-EKAN i nie licząc różnicy w osłonie silnika był niemal identyczny z Hs 125a.
Pierwsze próby lotnicze nowych maszyn przeprowadzono na lotniskach w Johannisthal, a potem także Rechlinie. Właściwości lotnicze tego modelu okazały się zdecydowanie lepsze, niż poprzednika. Z konkursu zwycięsko wyszedł jednak prototyp Focke-Wulf Flugzeugbau GmbH: Fw 56 „Stößer”, zaprojektowany przez inżyniera Kurta Tanka. Pokonał on również Arado Ar 76 i Heinkla He 74. Tym samym wstrzymano dalsze prace nad Hs 125, a Henschel skupił się na rozwoju i produkcji lekkich bombowców nurkujących Hs 123 i samolotów rozpoznawczych Hs 126. Friedrich Nicolaus powrócił do tematyki samolotów myśliwskich dopiero w 1941 roku, opracowując projekt ciężkiego samolotu myśliwskiego w układzie „kaczki” P.75.